# Keith Burrell
Keith H. Burrell (* 13. April 1947 in Santa Monica)  ist ein US-amerikanischer Plasmaphysiker.
Burrell studierte Physik an der Stanford University mit dem Bachelor-Abschluss 1968 und am Caltech mit dem Master-Abschluss 1970 und der Promotion 1975. Danach wirkte er bei General Atomics in der Fusionsforschung mit Tokamaks, insbesondere dem DIII-D Tokamak von General Atomics. Davor forschte er am ISX-A und B Tokamak des Oak Ridge National Laboratory.
Er spielte eine wichtige Rolle in der Erforschung der 1982 am Asdex entdeckten H-Mode in magnetisch eingeschlossenen Fusionsplasmen (H für high confinement) und der dahinter stehenden Transportmechanismen, insbesondere der Unterdrückung von Turbulenz durch Ausbildung von Scherströmen. Burrell war an der Entdeckung der ruhigen H-Mode (quiescent H-mode) am DIII-D 1999 beteiligt, die die Vorteile von H-Moden haben, aber keine Randinstabilitäten (Edge Localized Modes, ELM). Burrell entwickelte auch Methoden zur Plasmadiagnostik.
2001 erhielt er den Excellence in Plasma Physics Award der American Physical Society. 2018 erhielt er den James-Clerk-Maxwell-Preis für Plasmaphysik für Pionierforschung, einschließlich wesentliche experimentelle Fortschritte und diagnostische Entwicklung, die die Verbindung zwischen Plasma-Scherfluss und turbulentem Transport begründeten, was zu verbesserten Einschlusskonfigurationen magnetisierter Plasmen führte durch die Reduzierung von turbulentem Transport durch Scherflüsse (Laudatio). Er ist Fellow der American Physical Society (1985) und des Institute of Physics.

## Schriften (Auswahl)
- Burrell u. a.: Role of the radial electric field in the transition from L (low) mode to H (high) mode to VH (very high) mode in the DIII-D tokamak, Physics of Plasmas, Band 1, 1994, S. 1536
- K.H. Burrell, M.E. Austin, D.P. Brennan,u. a.: Quiescent H-mode plasmas in the DIII-D tokamak, Plasma Phys. Control. Fusion, Band 44, 2002,  A253
- K.H. Burrell, T.H. Osborne, P.B. Snyder, u. a.: Quiescent H-Mode Plasmas with Strong Edge Rotation in the Cocurrent Direction, Phys. Rev. Lett., Band 102, 2009, S. 15503